# ダイレクト (アルバム)
『ダイレクト』（Direct ）は、ヴァンゲリスが1988年に発表したアルバム。

## 収録曲
1. モーション・オヴ・スターズ - The Motion Of Stars (4:20)
2. ウィル・オヴ・ザ・ウインド - The Will Of The Wind (4:44)
3. メタリック・レイン - Metallic Rain (6:10)
4. エルスホエア - Elsewhere (5:43)
5. ダイヤル・アウト - Dial Out (5:22)
6. グロリアーナ - Glorianna (Hymn A La Femme) (4:22)
7. ローテーションズ・ロジック - Rotation's Logic (3:30)
8. アポロの神託 - The Oracle Of Apollo (3:56)
9. メッセージ - Message (7:11)
10. アーヴェ - Ave (5:03)
11. ファースト・アプローチ - First Approach (5:00)
12. 銀河ラジオ・ステーション - Intergalactic Radio Station (7:46)

- 題名/曲名の日本語表記及び収録時間は日本国内盤CD(A32D-66)による。
- 1.の原題のうち Stars の部分は、一部のベスト盤で The Stars と表記されている。
- 3.にはギター・ソロ的な曲調へと続く後半部分があり本来の長さは約12分とされる[2]。
- 5./12.はCDボーナストラックであり、LPには収録されていない。
- 6.の女声独唱は Markella Hatziano による。
- 9.は同じ日本語曲名の「メッセージ」（アルバム「ヴォイシズ」収録。原題:Messages）とは別の曲。また、曲の序盤及び終盤における幼児のような声（英語）は、ヴァンゲリス本人の語りをボイス・シンセサイザーを通して変換したものである[3]。
- 12.の終盤における男声の語り（英語）は、本アルバムのシンセ・プログラマー Casy Young によるもの。収録スタジオの同僚 Jon Martin の口癖、シンセサイザー機器上の文字などを叫んだものである[4]。

## 概要
マスクから3年半ぶりにリリースした、アリスタ移籍第1弾アルバム（ただしこの後、ヴァンゲリスはWEAに移籍した）。
それまでのアナログシンセに替わり、新たにデジタルシンセを導入して制作された。

### CDシングル
本アルバムの発売に合わせて、次の12cmCDシングルが欧州（Made in Germany）で発売された。
- The Will of The Wind (661 767)

1. The Will of The Wind (4:38)
2. Metallic Rain (6:19)
3. Intergalactic Radio Station (7:54)

## その他
モーション・オヴ・スターズ、エルスホエア、アーヴェは東京ディズニーランドのトゥモローランドのBGMとして使用されていた。